# Église Sainte-Thérèse-d'Avila de Détroit
Pour les articles homonymes, voir Église Sainte-Thérèse-d'Avila.
L'église Sainte-Thérèse-d'Avila (St. Theresa of Avila Church) est une ancienne église catholique paroissiale de Détroit inscrite au Registre national des lieux historiques en 1989. Elle est aujourd'hui propriété privée et se trouve au 8666 Quincy Avenue.

## Architecture

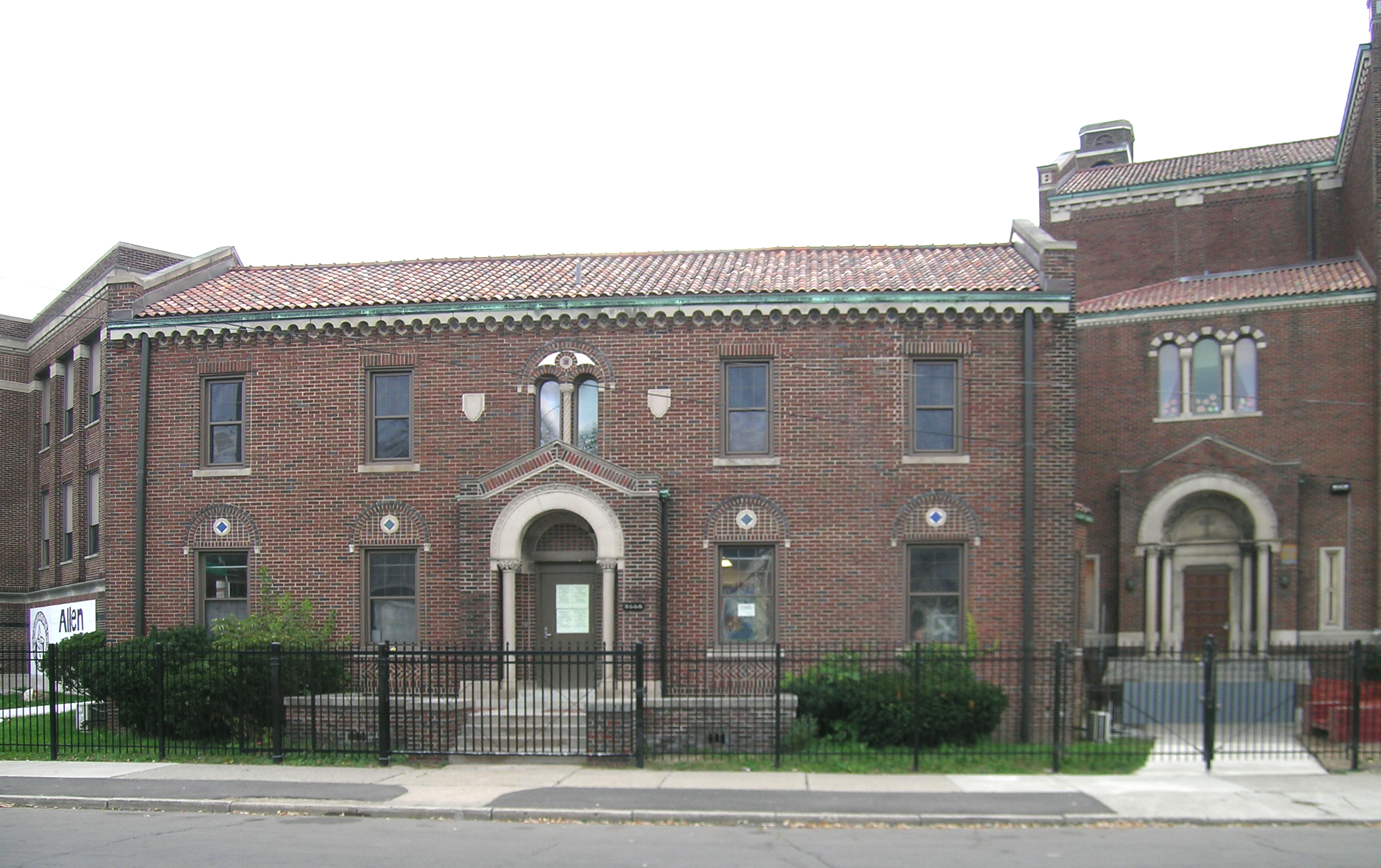
Façade de la maison paroissiale

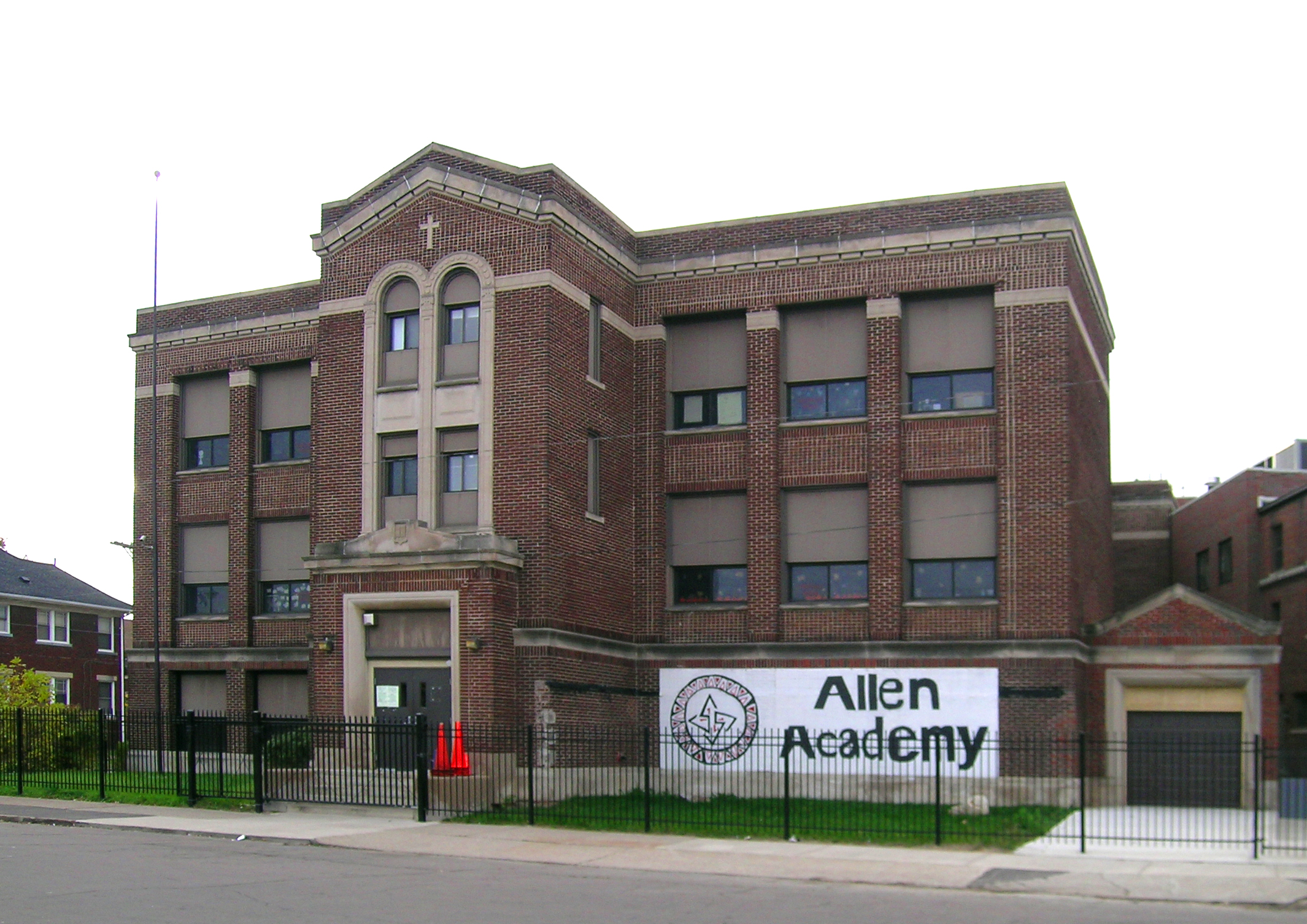
Façade de l'école paroissiale

L'ensemble architectural Sainte-Thérèse-d'Avila inscrit à la liste nationale des lieux historiques comprend l'église, dédiée à sainte Thérèse d'Avila, l'ancien couvent, l'ancienne école paroissiale de filles (devenue aujourd'hui école privée Allen Academy) et l'ancienne maison paroissiale (appartenant aujourd'hui à l'école privée Allen Academy). Tous ces bâtiments sont de style néoroman, construits en briques rouges et en pierres de l'Iowa.
L'église est bâtie par l'architecte Edward Schilling en néoroman vénitien avec des influences byzantines et Art déco. Son fronton à pignon est flanqué de tours jumelles et domine le portique d'entrée à cinq arcs et quatre colonnes. Au-dessus du portique, un grand oculus est flanqué de niches vides.

## Historique
La paroisse a été fondée en 1915, et l'église construite entre 1919 et 1924 par une communauté irlando-américaine florissante et qui peut ainsi se permettre de faire construire des bâtiments si raffinés. Seul le couvent, bâti après la Grande Dépression, est plus modeste. La paroisse augmente constamment en nombre, comme l'agglomération urbaine, qui profite de la prospérité de l'industrie, automobile en particulier. La situation change totalement après les années 1970 conjuguant la crise de l'Église et le premier choc pétrolier...
L'archidiocèse de Détroit ferme la paroisse en 1989. L'église et ses bâtiments adjacents sont aujourd'hui propriétés privées.